# Euploea leniogonys
Euploea leniogonys är en fjärilsart som beskrevs av Hans Fruhstorfer 1910. Euploea leniogonys ingår i släktet Euploea och familjen praktfjärilar. Inga underarter finns listade i Catalogue of Life.